# Shirō Takasu
Shirō Takasu (高須 四郎, Takasu Shirō) (27 octobre 1884 - 2 septembre 1944) est un amiral de la marine impériale japonaise durant la Seconde Guerre mondiale.

## Biographie
Né dans le village de Sakuragawa dans la préfecture de Kagoshima, Takasu sort diplômé de la 35e promotion de l'académie navale impériale du Japon où il a pour camarades de classe Nobutake Kondō et Naokuni Nomura. Il sert comme aspirant sur les croiseurs Itsukushima (en) et Akashi (en) et comme sous-lieutenant sur le cuirassé Aki, le croiseur Azuma, et le croiseur de bataille Tsukuba (en).
Takasu est nommé lieutenant en décembre 1913, servant sur le cuirassé Kawachi, puis sur le croiseur Tokiwa. Il étudie dans la 17e promotion de l'école navale impériale du Japon et est promu lieutenant-commandant à sa sortie en décembre 1919. Le 23 juin, il est affecté comme attaché militaire au Royaume-Uni et est promu commandant en décembre de la même année. De retour au Japon en 1924, il sert comme commandant en second sur le croiseur Iwate. Un an plus tard, il est affecté comme instructeur à l'école navale impériale et promu capitaine en décembre 1928, puis reçoit son premier commandement avec le croiseur Isuzu en 1929.
Takasu retourne au Royaume-Uni en décembre 1930 pour servir comme conseiller militaire à l'ambassade japonaise. Il sert au procès des instigateurs de l'incident du 15 mai de 1932. Promu contre-amiral le 15 novembre 1934, il est ré-affecté à la tête du 3e bureau de l'État-major de la marine impériale japonaise chargé des renseignements militaires. Opposant public au pacte tripartite entre le Japon, l'Allemagne nazie, et l'Italie fasciste, il est membre de la faction navale menée par Isoroku Yamamoto et Mitsumasa Yonai opposée à la guerre avec les puissances occidentales. De 1936 à 1937, il commande la 1re division de porte-avions qui participe aux premiers combats de la seconde guerre sino-japonaise et est conseiller naval du jeune État du Mandchoukouo en 1937. Promu vice-amiral le 15 novembre 1938, il devient commandant de l'école navale impériale. Il est affecté comme commandant de la 5e flotte le 29 septembre 1939.
Le 29 avril 1940, Takasu est décoré de l'ordre du Soleil levant (1re classe).
Le 15 novembre 1940, Takasu est affecté à la tête de la 4e flotte, puis de la 1re flotte le 11 août 1941. À la vue de la détérioration de la situation militaire japonaise aux îles Salomon et dans d'autres secteurs du Pacifique Sud-Ouest, Takasu est affecté à la tête de la flotte régionale japonaise du Sud-Ouest le 15 septembre 1942. La 13e flotte aérienne passe également sous son commandement le 20 septembre 1943. Il est rappelé au Japon le 1er mars 1944 pour prendre la position de conseiller militaire et est promu amiral le 18 juin 1944. Cependant, il meurt de maladie juste deux mois plus tard et sa tombe se trouve au cimetière d'Aoyama de Tokyo.